# Rouvray (Eure)
Rouvray é uma comuna francesa na região administrativa da Normandia, no departamento de Eure. Estende-se por uma área de 2,52 km². Em 2010 a comuna tinha 264 habitantes (densidade: 104,8 hab./km²).